# Sébastien Trudo Adrien Hubar
Sébastien Trudo Adrien Hubar (Sint-Truiden, 26 januari 1788 - Oirschot, 15 januari 1879) was een officier in het leger van Napoleon en in het Nederlandse leger.

## Leven en werk
Hubar werd geboren in Sint-Truiden als zoon van Jacques Joseph Hubar, burgemeester en lid van het Wetgevend Lichaam van de Franse republiek. Hubar koos na de conscriptie voor een militaire loopbaan en begon zijn carrière als sergeant in het leger van Napoleon. Hij werd achtereenvolgens bevorderd tot tweede luitenant, eerste luitenant en kapitein. Hij nam deel aan de veldslagen in Spanje en Portugal. Eind 1808 werd hij gewond bij de Slag bij Valencia. Ook bij de veldslagen in Duitsland bij Dippoldswalde in 1813 en in 1814 in Frankrijk bij Champaubert raakte hij gewond. Voor zijn verrichtingen werd hij beloond door een benoeming tot ridder in het Legioen van Eer. Na de definitieve nederlaag van Napoleon trad Hubar in 1815 in Nederlandse krijgsdienst. Hij nam in 1832 tot 1834 deel aan de veldtochten tijdens de Belgische opstand. Hubar eindigde zijn carrière als commandant der 1e brigade Infanterie en als opperbevelhebber van de vesting Maastricht en provinciaal commandant van Limburg. Hij werd in 1855 in de rang van luitenant-generaal gepensioneerd. Hubar werd in 1840 benoemd tot ridder in de Orde van de Nederlandse Leeuw en in 1846 tot commandeur in de Orde van de Eikenkroon.
Hubar trouwde op 28 november 1822 in Tiel met Gerarda Johanna Stephana van Hellenberg, jongste dochter van Godefridus Dominicus van Hellenberg en Petronella Rink. Uit hun huwelijk werden, naast twee jong gestorven kinderen, twee zoons geboren, die beiden de naam Van Hellenberg Hubar aannamen.